# Музей російської садибної культури
Музей російської садибної культури (рос. Музей русской усадебной культуры) — музейний заклад міста Москви з метою часткового збереження та вивчення культурного феномену 18-19 століть «російська садиба».

## Історія створення
У вересні 1999 р. на території колишньої садиби Влахернське-Кузьмінки, що належала князям Голіциним, відкрили постійно діючу виставку під назвою «Кузьмінки : з минулого в сучасне».
В лютому 2000 р. виставку вдалося перетворити на музей російської садибної культури, що став філією Музею історії міста Москва.

## Приміщення і експозиції

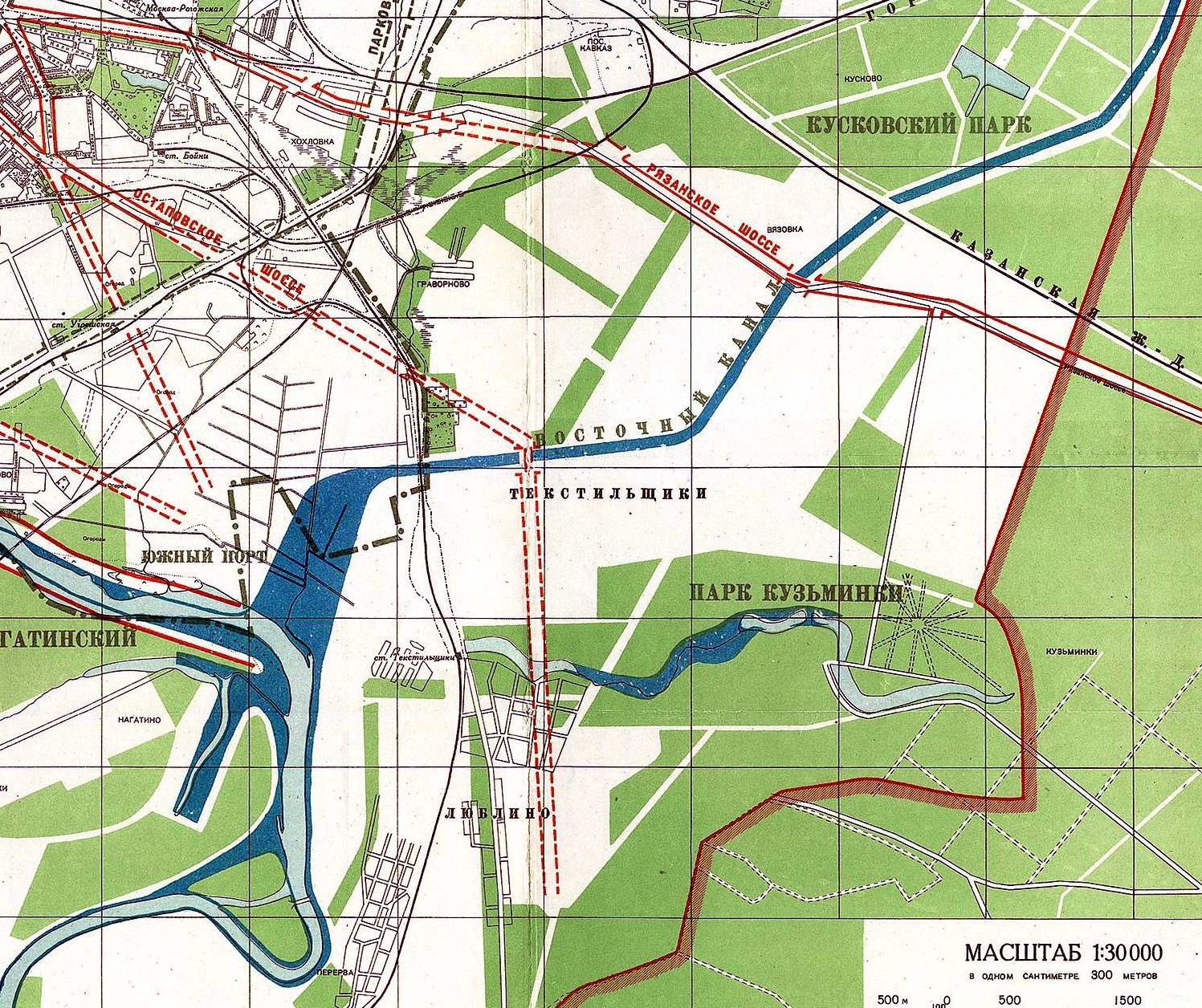
Кузьмінки на мапі 1936 р.

Щойно створений музейний заклад не міг і не зможе відразу представити величезну панораму феномену «російська садиба». До того ж, феномен  мав значні територіальні особливості, представлені зразками садиб Санкт-Петербурга і його передмість, садиб Москви та Підмосков'я, провінційних садиб європейської частини Російської імперії, садиб провінції Україна тощо.
Але на прикладі садиби князів Голіциних, що існувала з 1702 по 1917 рр., виявилась можливість показати характерні особливості московської садибної культури в її історичній перспективі - зі змінами стилів, мод тощо. До того ж, на частково поруйнованому ансамблі Кузьмінки йшли і йдуть реставраційні і відновлювальні роботи.
Музей розташований у так званому Служительському флігелі на господарчому дворі садиби, створеному у першій третині 19 ст. Сам музей має тільки шість залів. Кожна зала розповідає про якусь одну функцію садиби, насамперед Кузьмінок : Бальна зала, Вітальня, кабінет володаря, зала, присвячена парковій архітектурі (якою якраз і уславилась садиба Кузьмінки) та садово-парковій скульптурі, зала з архітектурним макетом колишніх споруд у Кузьмінках тощо. Експозиції доповнені комплектом гравюр художника Рауха з зображеннями краєвидів Кузьмінок.
У Музеї російської садибної культури проводять концерти класичної музики і романсів, працює «Парк історичних розваг».

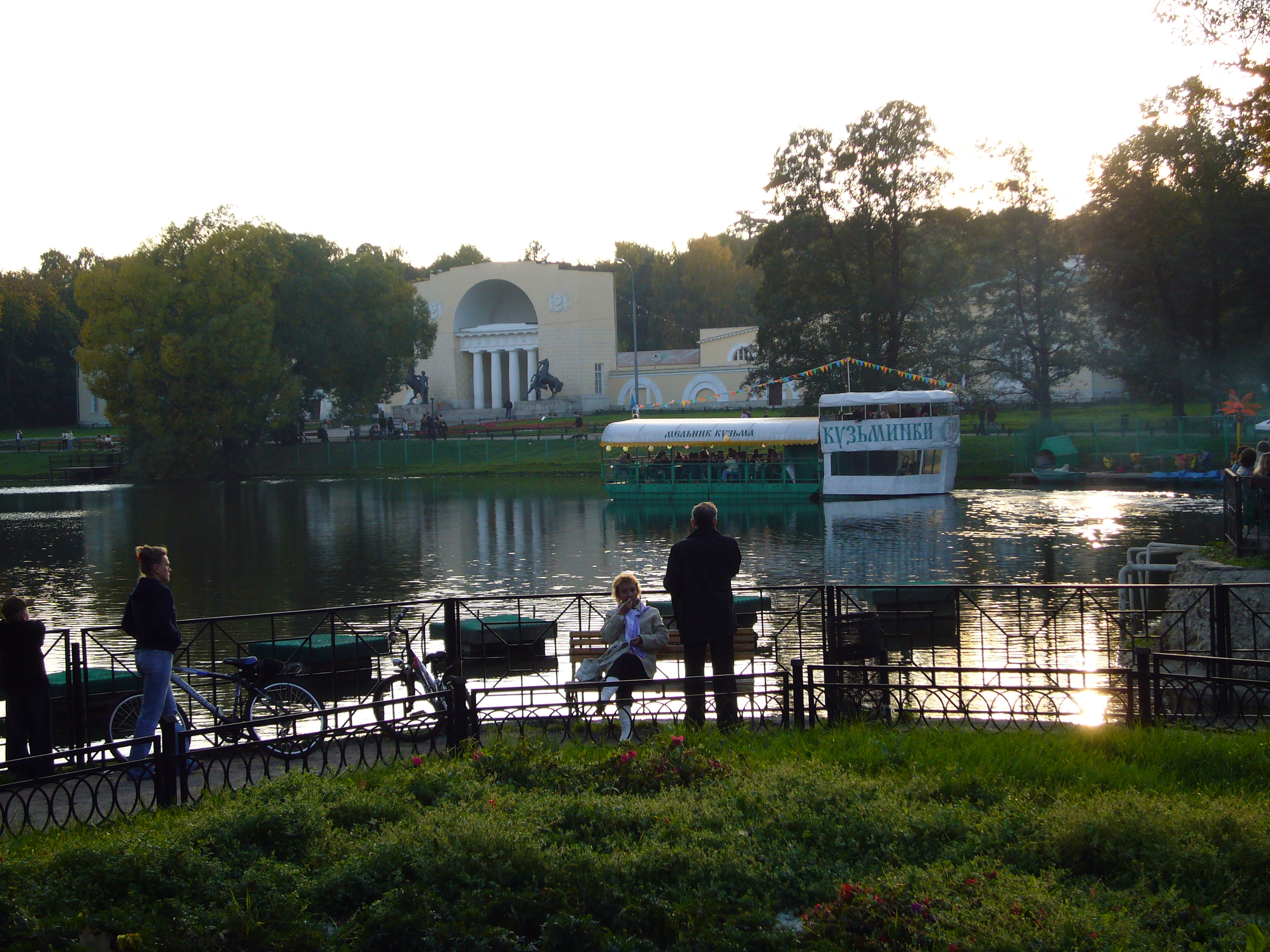
Сучасний парк Кузьмінок
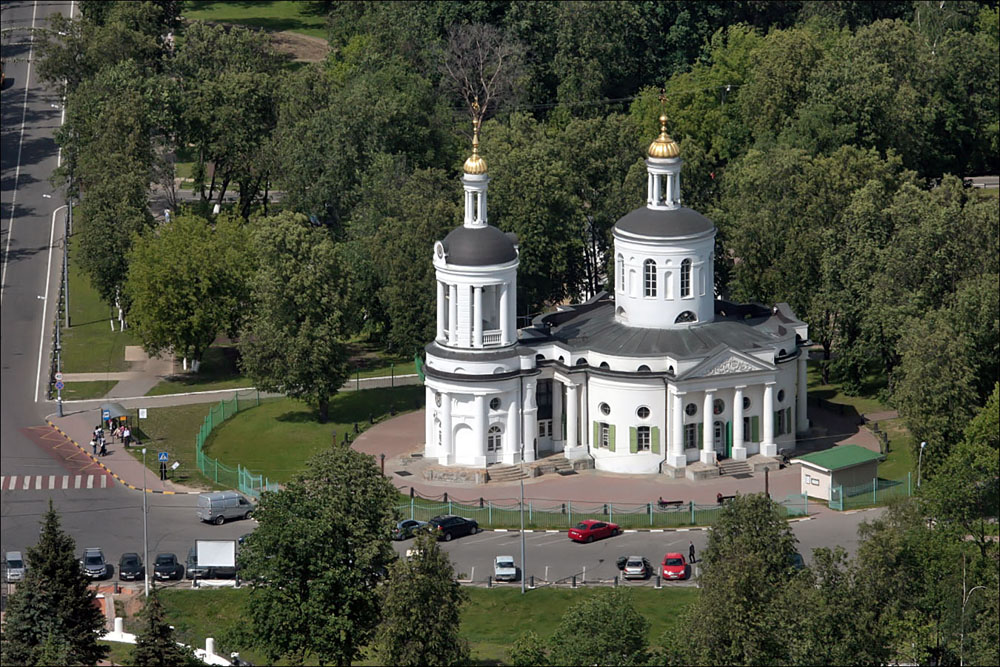
Реставрована садибна церква
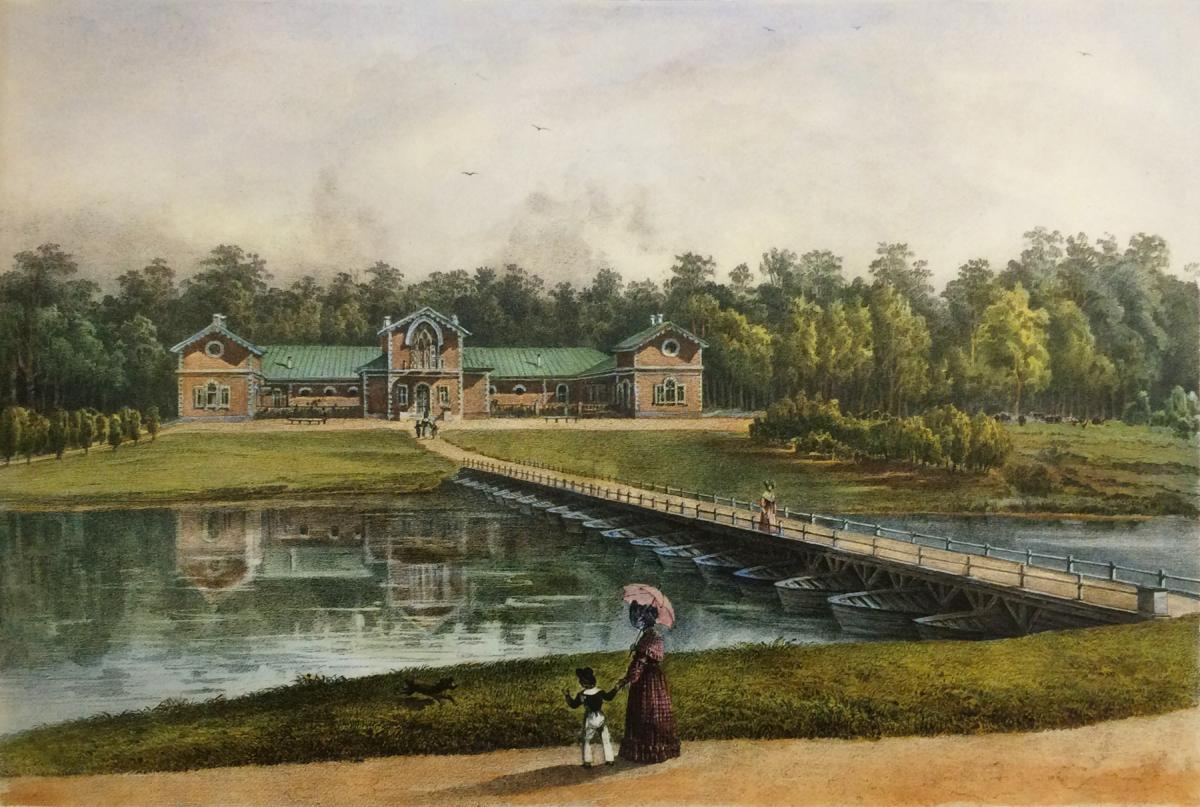
Малюнок Рахау
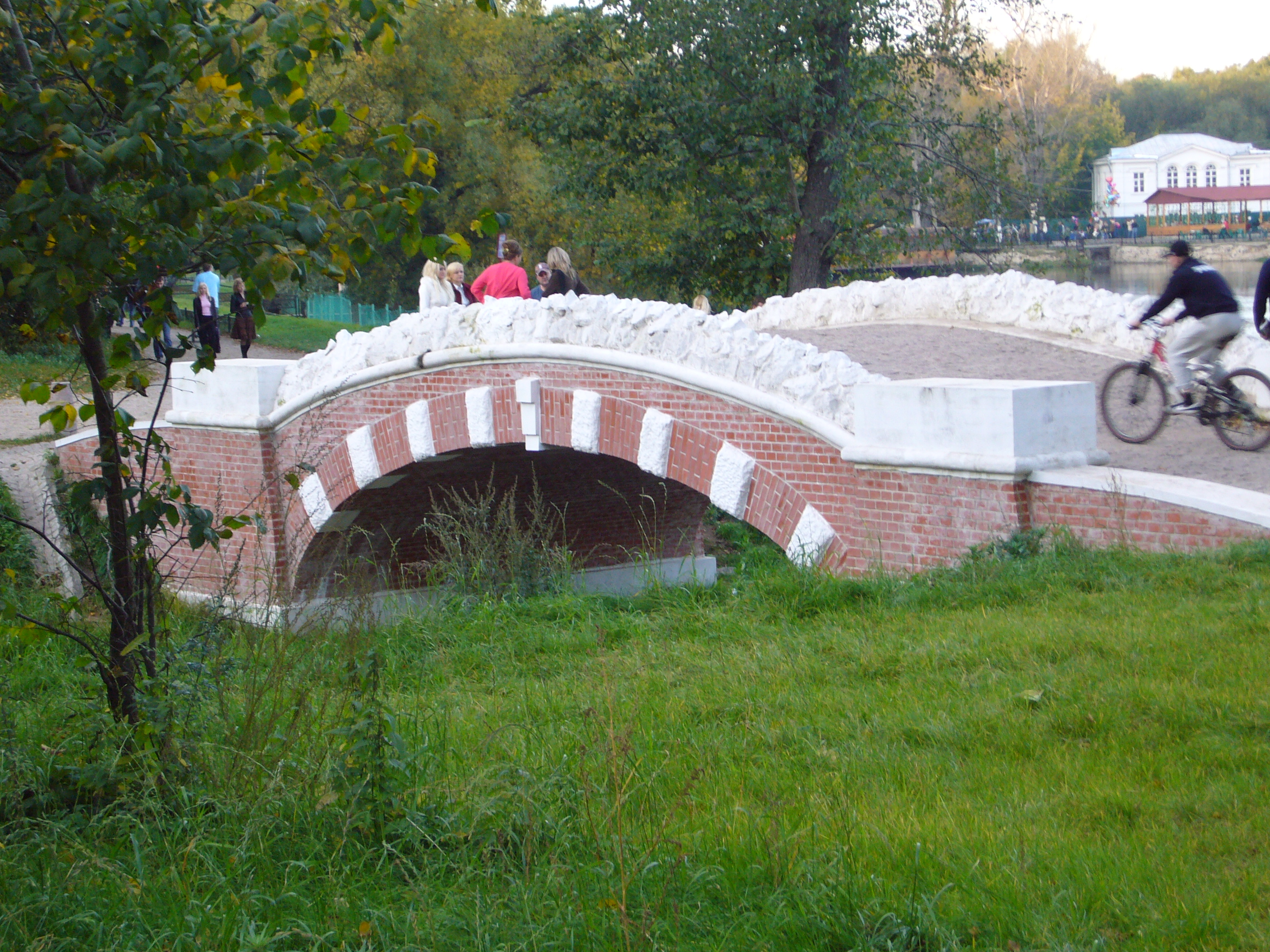
Реставрований парковий місток